# Championnat canadien de soccer 2009
Navigation
Édition précédente Édition suivante
Le Championnat canadien 2009, aussi appelé Championnat canadien Nutrilite 2009, est la deuxième édition du Championnat canadien, un tournoi canadien de soccer. Le tournoi vise à déterminer le club qui participe au championnat continental des clubs de la CONCACAF, la Ligue des champions de la CONCACAF. La compétition se tient du 6 mai au 18 juin 2009 dans les villes de Montréal, Toronto et Burnaby.
Les équipes inscrites sont l'Impact de Montréal, le Toronto FC et les Whitecaps de Vancouver. Le tournoi comprend des séries aller et retour entre chacune des équipes, soit six parties au total. L'équipe gagnante du tournoi, le Toronto FC, se qualifie pour la phase préliminaire de la Ligue des champions de la CONCACAF 2009-2010. Dans cette phase, l'équipe de Toronto joue contre les Puerto Rico Islanders pour déterminer la participation à la phase des groupes.
Le tournoi est commandité par Nutrilite, fabricant de vitamines, minéraux et suppléments alimentaires. La Coupe des Voyageurs est remise au Toronto FC à l'issue du tournoi.

## Classement
| Rang | Équipe                 | Pts | J | G | N | P | Bp | Bc | Diff |
| ---- | ---------------------- | --- | - | - | - | - | -- | -- | ---- |
| 1    | Toronto FC             | 9   | 4 | 3 | 0 | 1 | 8  | 3  | +5   |
| 2    | Whitecaps de Vancouver | 9   | 4 | 3 | 0 | 1 | 5  | 1  | +4   |
| 3    | Impact de Montréal T   | 0   | 4 | 0 | 0 | 4 | 1  | 10 | -9   |

- Vainqueur du championnat et qualification pour le tour préliminaire de la Ligue des champions de la CONCACAF 2009-2010

T : Tenant du titre

## Matchs
| 6 mai 2009 | Toronto FC                                             | 1 - 0 | Whitecaps de Vancouver              | BMO Field, Toronto                               |                                                  |
|            | Harmse 3e · De Rosario 55e · Harmse 62e · Dichio 90+3e |       | 25e Gbeke · 50e Mosse · 62e Charles | Spectateurs : 19 811 Arbitrage : Silviu Petrescu | Spectateurs : 19 811 Arbitrage : Silviu Petrescu |
|            | Rapport                                                |       |                                     | Spectateurs : 19 811 Arbitrage : Silviu Petrescu | Spectateurs : 19 811 Arbitrage : Silviu Petrescu |

| 13 mai 2009 | Toronto FC              | 1 - 0 | Impact de Montréal                     | BMO Field, Toronto                                |                                                   |
|             | Barrett 35e · Vélez 69e |       | 22e Testo · 45e Pizzolitto · 71e Testo | Spectateurs : 19 872 Arbitrage : Mauricio Navarro | Spectateurs : 19 872 Arbitrage : Mauricio Navarro |
|             | Rapport                 |       |                                        | Spectateurs : 19 872 Arbitrage : Mauricio Navarro | Spectateurs : 19 872 Arbitrage : Mauricio Navarro |

| 20 mai 2009 | Impact de Montréal | 0 - 2 | Whitecaps de Vancouver                                               | Stade Saputo, Montréal                          |                                                 |
|             | Brown 15e          |       | 1re Haber · 8e Chin · 17e Gbeke · 24e Charles · 88e Haber · 90e Nash | Spectateurs : 11 483 Arbitrage : Steven Depiero | Spectateurs : 11 483 Arbitrage : Steven Depiero |
|             | Rapport            |       |                                                                      | Spectateurs : 11 483 Arbitrage : Steven Depiero | Spectateurs : 11 483 Arbitrage : Steven Depiero |

| 27 mai 2009 | Whitecaps de Vancouver          | 1 - 0 | Impact de Montréal                               | Swangard Stadium, Burnaby                   |                                             |
|             | Nash 36e · Parke 45e · Gage 67e |       | 19e Gatti · 24e Jordan · 38e Brillant · 53e Braz | Spectateurs : 5 134 Arbitrage : Dave Gantar | Spectateurs : 5 134 Arbitrage : Dave Gantar |
|             | (Rapport)                       |       |                                                  | Spectateurs : 5 134 Arbitrage : Dave Gantar | Spectateurs : 5 134 Arbitrage : Dave Gantar |

| 2 juin 2009 | Whitecaps de Vancouver | 2 - 0 | Toronto FC               | Swangard Stadium, Burnaby                          |                                                    |
|             | Touré 31e · Touré 81e  |       | 56e Brennan · 63e Harmse | Spectateurs : 5 688 Arbitrage : Carol Anne Chenard | Spectateurs : 5 688 Arbitrage : Carol Anne Chenard |
|             | Rapport                |       |                          | Spectateurs : 5 688 Arbitrage : Carol Anne Chenard | Spectateurs : 5 688 Arbitrage : Carol Anne Chenard |

| 18 juin 2009 | Impact de Montréal                                | 1 - 6 | Toronto FC | Stade Saputo, Montréal                              |                                                     |
|              | Donatelli 24e (pen.) · Testo 47e · Placentino 71e |       | 29e De Rosario · 39e De Rosario · 42e Garcia · 49e De Rosario · 63e Robinson · 69e Guevara · 83e Barrett · 90e Guevara | Spectateurs : 11 561 Arbitrage : Carol Anne Chenard | Spectateurs : 11 561 Arbitrage : Carol Anne Chenard |
|              | Rapport                                           |       | | Spectateurs : 11 561 Arbitrage : Carol Anne Chenard | Spectateurs : 11 561 Arbitrage : Carol Anne Chenard |